# Пилохвосты
Пилохвосты (лат. Galeus) — род хищных рыб семейства кошачьих акул.
Род получил своё название из-за отличительного пилообразного гребня, образованного увеличенными плакоидными чешуйками, расположенного вдоль верхнего края хвостового плавника. Эти акулы обитают в Атлантическом океане, в западной и центральной части Тихого океана и Калифорнийском заливе. Члены этого рода довольно маленькие, тонкие акулы с плотным телом и толстой, грубой кожей. У них, как правило, довольно длинная и заостренная голова и большой рот с хорошо развитыми бороздами по углам. Грудные и анальные плавники крупные, спинные плавники схожи между собой по форме и размеру и сдвинуты к хвосту. Многие виды имеют узорчатый окрас из темных седловидных пятен. Пилохвосты питаются различными беспозвоночными и рыбами, а также яйцами или детёнышами других акул. Эти безвредные для человека акулы иногда попадаются в качестве прилова в сети, но не имеют коммерческой значимости.

## Таксономия
Название рода  Galeus  происходит от слова греч.  Γαλέος , что означает «акула» и является одним из старейших родовых имен кархаринообразных. Впервые оно было использовано в качестве биномиальной номенклатуры Константином Рафинеском в 1810 «Caratteri di alcuni nuovi generi e nuove specie di animali (principalmente di pesci) e piante della Sicilia: con varie osservazioni sopra i medesimi». В своей статье он перечислил следующие виды:  Galeus melastomus, Galeus vulpecula (=Alopias vulpinus),  mustelus  (=Mustelus mustelus) и  Galeus catulus  (=Scyliorhinus canicula). Впоследствии, в 1816 году Жорж Кювье использовать название  Galeus для обозначения рода, известного в настоящее время как  Galeorhinus, а в 1818 году Уильям Элфорд Лич использовал  Galeus  для обозначения рода, в настоящее время известного как  Mustelus. В результате учёные XIX века обычно использовали эпитет  Galeus  для обозначения куньих акул и рода  Pristiurus.
Рафинеск, вероятно, намеревался сделать типовым экземпляром рода Galeus вид Galeus mustelus , но среди перечисленных видов он дал описание только для Galeus melastomus. Таким образом, в 1908 году Генри Уид Фаулер обозначил  Galeus melastomus, как типовой вид рода  Galeus , создав род, в который входят пилохвосты. Название  Pristiurus  стало его младшим синонимом, но продолжало появляться в научной литературе в течение некоторого времени после этого. Эпитет Фаулера  Galeus  получил широкое признание после появления таксономического обзора, сделанного Генри Брайаном Бигелоу и Уильямом Чарльзом Шрёдером в1948 году. В 1952 году Филипп Оркин выступил за то, чтобы название  Pristiurus  имело приоритет над названием  Galeus, на основании того, что Дэвид Старр Джордан и Бартон Уоррен Эверманн в 1896 году назначили  Galeus mustelus  типовым образцом рода  Galeus . Леонард Компаньо и большинство более поздних авторов не поддержали его предложение в интересах таксономической стабильности.

## Виды
- Galeus antillensis
- Galeus arae — Антильский пилохвост
- Galeus atlanticus
- Galeus cadenati
- Galeus eastmani — Китайский пилохвост
- Galeus gracilis
- Galeus longirostris
- Galeus melastomus — Испанская акула-пилохвост, или Черноротая акула
- Galeus mincaronei
- Galeus murinus — Исландский пилохвост
- Galeus nipponensis — Японский пилохвост
- Galeus piperatus — Калифорнийский пилохвост
- Galeus polli — Африканский пилохвост
- Galeus priapus
- Galeus sauteri — Тайваньский пилохвост
- Galeus schultzi — Филиппинский пилохвост
- Galeus springeri

### Филогенез
Большинство таксономических исследований показало, что ближайшими родственниками пилохвостов являются чёрные кошачьи акулы  Apristurus , австралийские пятнистые кошачьи акулы  Asymbolus , кошачьи акулы-парматурусы  Parmaturus  и большеголовые акулы  Cephalurus. На основании морфологических характеристик Леонард Компаньо поместил пилохвостов наряду с чёрными кошачьими акулами,  Bythaelurus, большеголовыми акулами, кошачьими акулами-парматурусами и одноплавниковыми кошачьими акулами  Pentanchus  в трибу Pentanchini подсемейства Pentanchinae. Филогенетическое исследование митохондриальной ДНК дало основание полагать, что пилохвосты и чёрные кошачьи акулы являются родственными группами. Сходство между этими родами подтвердил, хотя и не окончательно, филогенетический анализ, проведённый в 2006 году на основании трех митохондриальных генов ДНК. Внутри рода  Galeus atlanticus,  Galeus eastmani,  Galeus melastomus,  Galeus piperatus,  Galeus polli и  Galeus sauteri образуют монофилетическую группу; выделение других видов (например,  Galeus murinus) в пределах рода является более проблематичным. В упомянутом выше исследовании, объектом которого стали пять видов пилохвостов,  Galeus eastmani, Galeus gracilis и Galeus sauteri были сгруппированы в одну, а Galeus melastomus и Galeus murinus в другую кладу. Ископаемые остатки пилохвостов, найденные во Франции, принадлежат эпохе раннего миоцена.

## Ареал
Разнообразнее всего пилохвосты представлены в Северной Атлантике (8 видов) и северо-западной части Тихого океана (4 вида). Несколько видов встречаются в Южной Атлантике ( Galeus mincaronei и африканский пилохвост), Океании (Galeus gracilis и Galeus priapus) и в Калифорнийском заливе (калифорнийский пилохвост). В западной части Индийского океана этот род, вероятно, был вытеснен экологически сходным родом африканских пятнистых акул Holohalaelurus. Пилохвосты держатся у дна на большой глубине, на внешнем континентальном и островном шельфе и верхнем материковом склоне.

## Описание
Пилохвосты — это небольшие акулы длиной 25—90 см. У них тонкие, плотные тела и узкие, слегка сплюснутые, короткие головы с заострёнными мордами. Ноздри делятся на входящие и выходящий отверстия треугольными кожными складками. Овальные глаза вытянуты по горизонтали и имеют в основном латеральное расположение. Они оснащены рудиментарной мигательной мембраной, под каждым глазом имеется тонкий хребет, а позади — небольшие дыхальца (вспомогательные отверстия дыхательных путей). Рот крупный и широкий; даже в закрытом состоянии видны верхние зубы. По углам рта имеются борозды. Зубы мелкие, их число составляет 47—78 в верхней и 48—82 в нижней челюсти, каждый зуб имеет центральное узкое остриё и одно или нескольких меньших латеральных зубцов. У пилохвостов имеются пять пар жаберных щелей.
Два спинных плавника почти равны по размеру и форме, они сдвинуты к хвосту за основание брюшных плавников. Грудные плавники довольно большие и широкие, с закругленными кончиками. Брюшные плавники намного меньше, у самцов имеются птеригоподии; у исландского и японского пилохвостов внутренние края брюшных плавников частично срастаются, образуя «фартук» у основания птеригоподий. Анальный плавник удлинённый и значительно больше брюшных и спинных плавников. Хвостовой стебель может быть как цилиндрическим, так и сжатым с боков, в зависимости от вида. Хвостовой плавник составляет до 1/4 от общей длины тела, с небольшой нижней лопастью и вентральной выемкой возле кончика верхней лопасти.
Кожа толстая и густо покрыта мелкими, перекрывающими друг друга плакоидными чешуйками, каждая чешуйка имеет форму листовидной короны с горизонтальными хребтами и тремя каудальными зубцами. На дорсальном крае хвостового плавника имеется характерный гребень, образованный крупными чешуйками. У исландского пилохвоста и  Galeus springeri аналогичные гребни имеются также вдоль вентрального края хвостового плавника. Пилохвосты, как правило, имеют сероватый или коричневатый окрас с тёмными седловидными пятнами вдоль спины и хвоста. Внутренняя полость рта может быть светлой или темной.

## Биология и экология
Пилохвосты питаются различными видами донных беспозвоночных и рыб. В заливе Суруга рацион китайских и неполовозрелых японских пилохвостов существенно отличается, что даёт основание предположить о сокращении межвидовой конкуренции между ними. Репродуктивный цикл в пределах рода сильно варьируется: в то время как большинство видов являются яйцекладущими и откладывают инкапсулированные яйца на морском дне, африканских пилохвост размножается бесплацентарным живорождением. Самки этого вида вынашивают капсулы внутри своего тела. Среди яйцекладущих видов, большинство (например, исландский и японский пилохвосты) имеют одну овипарию, в котором одновременно созревает по одной яйцеклетке в каждом из двух яйцеводов. Напротив, у Galeus atlanticus и испанской акулы-пилохвоста несколько овипарий, в которых одновременно созревает по несколько яиц внутри каждого яйцевода. Базальным признаком считается наличие одной овипарии, а нескольких — производным.

## Взаимодействие с человеком
Пилохвосты не представляют опасности для людей и имеют небольшое коммерческое значение, иногда она в качестве прилова попадают в сети при глубоководном промысле. Некоторых крупных акул, таких как испанская акула-пилохвост и африканский пилохвост, иногда используют для производства рыбной муки и выделки кожи.